# Cyrograf (serial telewizyjny)
Cyrograf (oryg. The Collector) – kanadyjski serial paranormalny, opowiadający historię ludzi, którzy zaprzedali duszę diabłu. Składa się z 40 odcinków i był emitowany na Citytv. W Polsce można go oglądać na kanale Tele 5.
Głównym bohaterem serialu jest niejaki Morgan Pym. Mimo że wygląda na dwudziestoparoletniego mężczyznę, ma ponad 600 lat. Był XIV-wiecznym zakonnikiem, który zakochał się w pięknej dziewczynie. Niestety ukochana umarła, Morgan przeżył załamanie. Wtedy przyszedł do niego diabeł i złożył propozycję: ofiaruje dziewczynie 10 lat życia, za to zakonnik będzie mu służył na wieczność. Morgan zgodził się i gdy ukochana umarła, stał się kolekcjonerem, wysłannikiem diabła, który sprowadza dusze ludzi, którzy tak jak on podpisali cyrograf z diabłem. Po 650 latach Morgan chce wprowadzić zmiany w swojej umowie, chce zbawienia swoich "klientów". Diabeł zgadza się i Morgan dostaje 48 godzin na uratowanie osób przed piekłem.